# Хекуран Крюезіу
Хекуран Крюезіу (алб. Hekuran Kryeziu, нар. 12 лютого 1993, Кюснахт-ам-Рігі) — швейцарський та косовський футболіст, півзахисник клубу «Люцерн» та національної збірної Косова.

## Клубна кар'єра
Народився 12 лютого 1993 року в місті Кюснахт-ам-Рігі. Розпочав займатись футболом у місцевому однойменному клубі, з якого 2004 року потрапив в академію «Люцерна».
22 травня 2011 року Крюезіу дебютував у Суперлізі, відігравши всі 90 хвилин у домашньому поєдинку проти «Цюриха». Гра закінчилася розгромом його команди з рахунком 0:5. Це був єдиний його матч в чемпіонаті в тому сезоні. Наступні три сезони Хекуран зрідка з'являвся на полі в матчах «Люцерна», а в червні 2014 року він був відданий в оренду «Вадуцу», новачкові майбутнього сезону швейцарської Суперліги, з яким в тому ж сезоні став володарем Кубка Ліхтенштейну.
В команді з Ліхтенштейну Крюезіу став гравцем основного складу, а по закінченню сезону 2014/15 повернувся в «Люцерн». Рівно через чотири роки після дебютного матчу в швейцарській Суперлізі Хекуран забив свій перший гол у ній. Сталося це також у матчі проти «Цюриха», і також гостьова команда розгромила суперників, забивши 5 м'ячів. Але цього разу цією командою був «Люцерн», який виграв 5:2. 
2 лютого 2016 року Крюезіу продовжив контракт з «Люцерном» до кінця червня 2018 року. Наразі косовар встиг відіграти за люцернську команду 76 матчів у національному чемпіонаті.

## Виступи за збірні
2010 року дебютував у складі юнацької збірної Швейцарії, взяв участь у 19 іграх на юнацькому рівні.
Протягом 2012—2013 років залучався до складу молодіжної збірної Швейцарії. На молодіжному рівні зіграв в 11 офіційних матчах.
13 листопада 2015 року дебютував в офіційних матчах у складі національної збірної Косова в товариській грі проти збірної Албанії (2:2). Наразі провів у формі головної команди країни 3 матчі.
| Дата       | Місто              | Господарі         | Результат | Гості   | Турнір            | Голи | Примітки |
| ---------- | ------------------ | ----------------- | --------- | ------- | ----------------- | ---- | -------- |
| 13/11/2015 | Приштина           | Косово            | 2 – 2     | Албанія | товариський матч  | -    |          |
| 03/06/2016 | Франкфурт-на-Майні | Фарерські острови | 0 – 2     | Косово  | товариський матч  | -    |          |
| 05/09/2016 | Турку              | Фінляндія         | 1 – 1     | Косово  | Відбір до ЧС 2018 | -    |          |
| Усього     |                    | Матчів            | 3         |         | Голів             | 0    |          |

## Досягнення
- Володар Кубка Ліхтенштейну: 2014/15